# Gaio Sallustio Crispo (pronipote di Sallustio)
Gaio Sallustio Crispo (in latino Gaius Sallustius Crispus; ... – 20) è stato un nobile romano.

## Biografia
Crispo era nipote di una sorella del celebre storiografo Gaio Sallustio Crispo (86 – 34 a.C.), quindi suo prozio, il quale lo adottò come suo figlio e dal quale riprese il nome.
Crispo fu consigliere dell'imperatore Augusto e, alla sua morte nel 14, fece parte del complotto che portò all'uccisione di Agrippa Postumo, ordito da Tiberio o dalla madre Livia; due anni dopo, fu incaricato da Tiberio di risolvere il caso di Clemente, servitore di Postumo che si spacciava per lui nel tentativo di usurpare il trono: Sallustio lo fece catturare e portare in segreto a corte, dove fu ucciso in segreto. Crispo fu un uomo molto potente e vicino agli imperatori, secondo solo a Mecenate fino alla morte di questi, e anche molto ricco, che tuttavia scelse di non partecipare alla vita politica in prima persona; possedeva cave di rame nelle Alpi Graie e i famosi Horti Sallustiani sul Quirinale. Morì alla fine del 20, ormai vecchio e non più nel pieno della propria potentia.
Crispo non ebbe figli maschi e adottò quindi il figlio di Lucio Passieno Rufo, console nel 4 a.C., che prese quindi il nome di Gaio Sallustio Passieno Crispo ed ereditò la fortuna familiare. Inoltre ebbe forse anche una figlia, Sallustia Calvina, sposata probabilmente con Publio Ostorio Scapula, prefetto d'Egitto sotto Augusto, probabilmente a sua volta padre dell'omonimo Publio Ostorio Scapula, governatore della Birtannia; dal nome di lei lo storico Ronald Syme ha supposto una parentela matrimoniale con Gneo Domizio Calvino e Marco Giunio Silano.